# Trapper

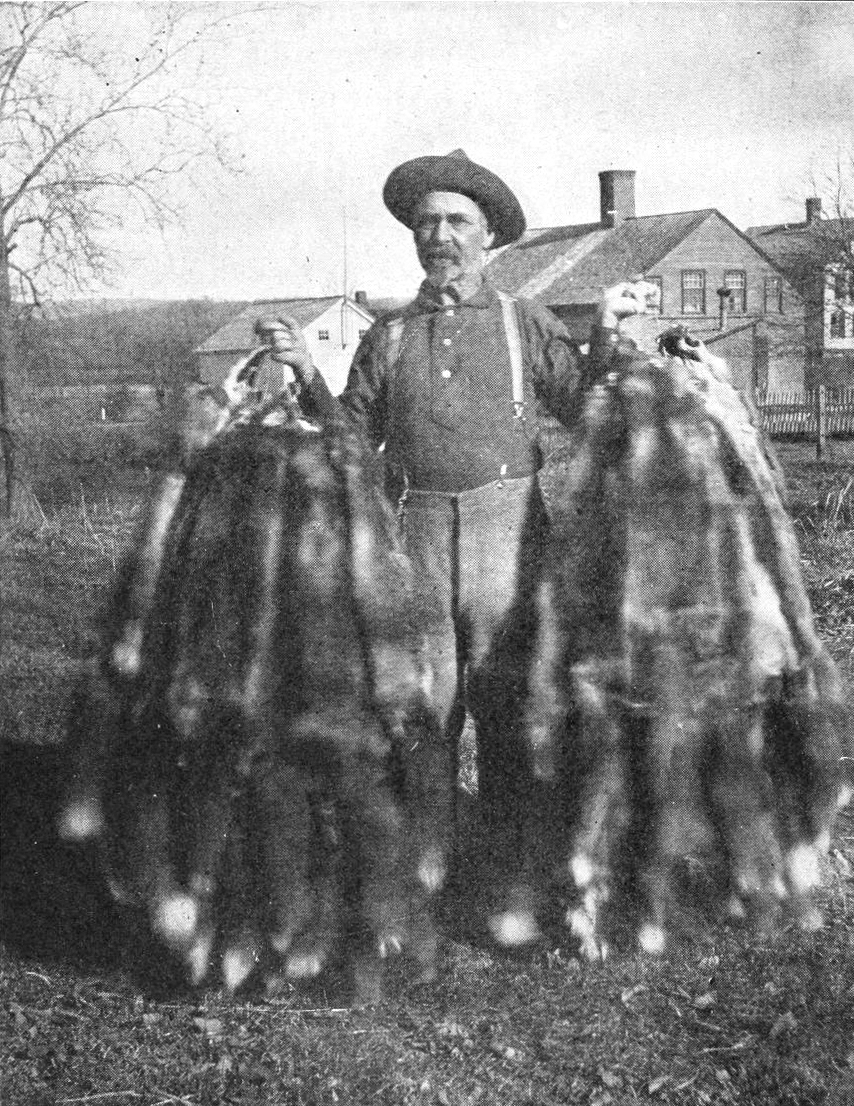
Trapper mit Jagdbeute (1906)

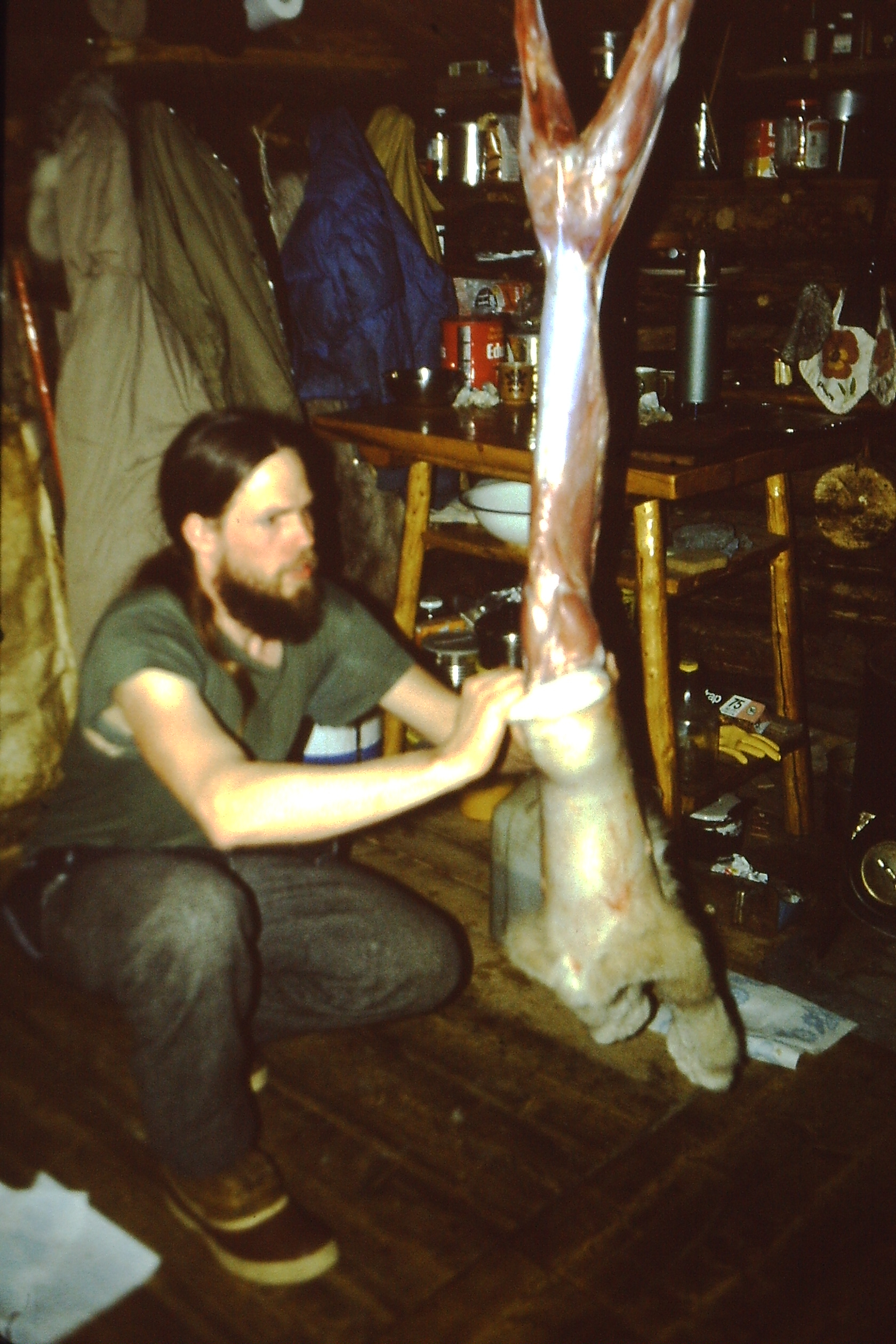
Abziehen eines getrappten Luchses (ca. 1981)

Ein Trapper (von englisch trap ‚Falle‘) ist ein nordamerikanischer Fallensteller und Pelztier-Jäger. Der Begriff wird hauptsächlich für Männer verwendet, die während der ersten Hälfte des 19. Jahrhunderts während der letzten Hochphase des Pelzhandels in Nordamerika aktiv waren. Die Trapper der Rocky Mountains werden als Mountain Men bezeichnet.

## Geschichte
Man unterschied zwischen Waldläufern, die die erbeuteten Felle auf eigene Rechnung oder gegen Waren verkauften, und Trappern, die gegen festen Lohn für Pelzhandelsfirmen arbeiteten, darunter die Hudson’s Bay Company und die Rocky Mountain Fur Company.
Die Ausrüstung bestand in der Regel aus einem hirschledernen Anzug, Leggins aus Tuch, pelzgefütterten Mokassins, einem Schlapphut oder im Winter einer Kapuze. An einem Riemen über der linken Schulter hingen Messer, Beil, Pulver und Blei. Typische Trapper-Gewehre waren die Hawken-Rifles der Gebrüder Hawken aus St. Louis. In der Sprache der Trapper vermischten sich englische, französische, spanische und indianische Einflüsse.
Gejagt wurde im Winter und Frühjahr. Im Schnitt erbeutete ein Trapper pro Saison etwa vierhundert Felle und verdiente damit zwischen tausend und zweitausend Dollar. Ein Handwerker verdiente zu dieser Zeit jährlich etwa fünfhundert bis sechshundert Dollar. Ab 1825 fanden jedes Jahr Sommertreffen der Trapper statt.
Die meisten Felle wurden für Pelzbekleidung nach Europa exportiert. Außerdem waren in Europa damals sogenannte Kastorhüte, Hüte aus Biberhaar, sehr in Mode. Die Blütezeit der Trapper dauerte bis 1847, als die Kastorhüte aus der Mode kamen.
Es gab verschiedentlich Trapper, die eine hohe Bekanntheit erlangten, darunter auch Reuben Rawlings alias Old Rube. Dieser trat in einigen Romanen von Thomas Mayne Reid auf und gilt als Vorbild von Karl Mays Sam Hawkens.
Die nordamerikanischen Trapper trugen erheblich zur Erkundung unbekannter Gebiete bei. Meist waren sie die ersten Weißen, die in von den indianischen Völkern bewohnte Gebiete vordrangen. Viele dieser Trapper hatten bei verschiedenen Indianerstämmen jeweils eine Frau, insbesondere bei den Schoschonen, Crow und Hidatsa.
Die Jagd wurde von den Trappern teilweise so rücksichtslos betrieben, dass an vielen Stellen einzelne Pelztierarten entweder ganz ausgerottet oder zumindest stark gefährdet waren. Mit der Einführung der Pelztierzucht, später durch wechselnde Moden und deshalb fallende Fellpreise, nahm die Bedeutung des Fallenstellens erheblich ab.
2006 gab es in den USA noch etwa 150.000 Trapper, in Kanada etwa 70.000 Trapper, die meist nur zeitweise und als Nebenerwerb vom Fallenstellen leben. Inzwischen wurden viele Tierarten ganz oder teilweise unter Schutz gestellt oder wieder neu angesiedelt. In Kanada und den Teilstaaten der USA werden Jagd und Fang von staatlichen Behörden überwacht.

## Berühmte Trapper
- Jedediah Smith (1798–1831), Trapper, Entdecker und Pelzhändler
- Pegleg Smith
- John Colter (um 1774–1813), Trapper und Mountain Man
- Jim Bridger (1804–1881), Mountain Man, Trapper, Scouts und Entdecker im Wilden Westen
- Thomas Fitzpatrick (1799–1854), Pelzhändler, Mountain Man, Scout und Trapper
- Bill Sublette (1799–1845), Pelzhändler, Mountain Man und Trapper
- Darry Jackson
- Wäscha-kwonnesin (1888–1938), englischstämmiger Trapper und Schriftsteller
- James P. Beckwourth (1798 oder 1800–1866), Sklave, Trapper, Indianerhäuptling, Soldat, Händler, Gastwirt und Scout im Wilden Westen

## Trapper in der Literatur
Detaillierte Schilderungen der historischen Trapper lieferten besonders Lewis H. Garrard (1847) und George Frederick Ruxton (1849). Sie waren ein äußerst beliebtes Sujet zahlreicher Romanautoren, zum Beispiel in den Lederstrumpf-Erzählungen von James Fenimore Cooper und mehrfach bei Karl May (Old Firehand, Sam Hawkens, Bärenjäger Baumann in Der Sohn des Bärenjägers).

## Filme
- Colorado (1951)
- Davy Crockett, König der Trapper (1955)
- Wie ein Schrei im Wind (1966)
- Jeremiah Johnson (1972)
- Der letzte Trapper (2004)
- The Revenant – Der Rückkehrer (2015)